# Ranunculus gracilis
Ranunculus gracilis är en ranunkelväxtart som beskrevs av E. D. Clarke. Ranunculus gracilis ingår i släktet ranunkler, och familjen ranunkelväxter. Inga underarter finns listade i Catalogue of Life.